# 保安农场
保安农场，是中国内蒙古自治区通辽市开鲁县的一个国有农场。所在区域列为开鲁县的一个类似乡级单位。
《开鲁县保安农场国土空间规划（2021——2035）》提及辽河农场辖区范围涉及十六个分场，其中，草原分场、物业分场部分辖区在科尔沁区内。场部驻地所在的中心场区，规划面积为76.74公顷。位于吉日嘎郎吐镇和科尔沁区中间。

## 行政区划
保安农场共辖以下地区：二分场、三分场、四分场、五分场、北公司分场、八分场、白音花分场、十三分场、向阳分场、跃进分场、建新分场、立新分场、草原分场、鹿场分场、牧业分场和三星分场。